# Вулиця Новий Світ-бічна (Тернопіль)
Вулиця Новий Світ-бічна — вулиця в мікрорайоні «Новий світ» міста Тернополя. 

## Відомості
Розташована на півночі мікрорайону. Розпочинається від вулиці Транспортної, пролягає на захід, перетинаючись з вулицею Новий Світ до вулиці Березової, де і закінчується. На вулиці розташовані як приватні, так і багатоквартирні будинки.

## Транспорт
Рух вулицею — двосторонній, дорожнє покриття — асфальт. Громадський транспорт по вулиці не курсує, найближчі зупинки знаходяться на вулиці Новий Світ.